# Oreste Palella
Oreste Palella (* 19. August 1912 in Messina; † 18. November 1969 in Rom) war ein italienischer Filmregisseur, Drehbuchautor und Schauspieler.

## Leben
Palella arbeitete bereits in den 1930er Jahren als dritter Regieassistent für Frank Capra und John Ford in den Vereinigten Staaten. Nach der Rückkehr in sein Heimatland dauerte es einige Jahre, bis er wieder beim Film in Erscheinung trat. Ab 1946 war er als Drehbuchautor, erneut Regieassistent und im Jahr danach auch als Regisseur für einige Filme bescheidener Bedeutung. Gleich zweimal verfilmte er das Leben der Katharina von Siena; sein wichtigster Film ist der in US-amerikanischer Koproduktion mit Jean Negulesco in Forza d’Agrò gedrehte Jessica. Daneben gründete er die Produktionsfirma „Segesta Film“. Nach Mafia alla sbarra aus dem Jahr 1962 war Palella wandte er sich dem darstellenden Fach zu und spielte in rund einem Dutzend Filmen Nebenrollen; die bekannteste wohl gleich die erste, als er „Marschall Potenza“ in Pietro Germis Sedotto e abbandonata verkörperte.

## Filmografie (Auswahl)
- 1947: Ritrovarsi (Regie)
- 1947: Caterina da Siena (Regie)
- 1957: Io, Caterina (Regie)
- 1960: Todesfalle Tresor 17 (Rapina al quartiere ovest) (Buch)
- 1961: Jessica (Jessica) (Ko-Regie, Buch)
- 1966: Gemini 13 – Todesstrahlen auf Kap Canaveral (Operazione Goldman)
- 1968: Serafino, der Schürzenjäger (Serafino) (Darsteller)